# 도쿄 공원
《도쿄 공원》(東京公園)은 쇼지 유키야의 소설이자 이를 원작으로 한 아오야마 신지 감독의 2011년 일본 영화다. 제64회 로카르노 국제 영화제 심사위원상을 수상했다.

## 출연진
- 미우라 하루마
- 에이쿠라 나나
- 고니시 마나미
- 이가와 하루카
- 소메타니 쇼타
- 안도 다마에